# Кушнер, Михаил Григорьевич
Михаил Григорьевич Кушнер (1872—1938) — начальник санитарного отдела ВЧК-ОГПУ-НКВД, корврач.

## Биография
Еврей, беспартийный (бывший член ВКП(б), вступил в 1918, исключён во время чистки в 1921), образование высшее. Участник социал-демократического движения с 1903, старый большевик. На момент ареста начальник санитарного отдела административно-хозяйственного управления НКВД СССР. Арестован 8 марта 1938. Приговорён ВКВС СССР 7 сентября 1938 по обв. в участии в террористическом акте. Расстрелян в день вынесения приговора. Реабилитирован посмертно Главной военной прокуратурой Российской Федерации 9 марта 1992.

### Адрес
Проживал в Москве по улице Дзержинского в доме № 1/12.